# Onthophagus jacobeus
Onthophagus jacobeus là một loài bọ cánh cứng trong họ Bọ hung (Scarabaeidae).